# Hurra, bei uns geht’s rund
Hurra, bei uns geht’s rund ist ein deutsches Filmlustspiel aus dem Jahre 1971 mit Bill Ramsey und dem Kinodebütanten Marius Müller-Westernhagen in den Hauptrollen.

## Handlung
Onkel Mike und sein Kumpel Eddy, zwei liebenswert-harmlose Spinner, haben nichts als Unfug im Kopf. Ihr Hauptbetätigungsfeld: In einem Haus, das sie zu einem riesigen Experimentierlabor umfunktioniert haben, forschen sie nach einer Zauberformel für ein magisches Elixier, das selbst dem durchschnittlichsten Normalverbraucher Superkräfte verleiht. Dabei kommt es ständig zu irgendwelchen unbeabsichtigten Explosionen, die die regelmäßig anrückende Feuerwehr unter der Leitung von Brandmeister Stangel zum Dauergast werden lässt. Irgendwann wird es den Löscheinsatzkräften schließlich zu bunt, dann schluckt ein zugelaufener Hund das Elixier und schließlich geht auch noch das Geld für weitere Forschungen aus. 
Während Onkel Mike die Reagenzgläser schwingt, versucht nun der spindeldürre Eddy auf jede erdenkliche Art Geld hinzuzuverdienen. So jobbt er – mit durchgehend geringem Erfolg – mal als Lastwagenfahrer, dann als Kellner und schließlich sogar als Kanalarbeiter. Doch hin und wieder übertragen sich Hundchens elixierbedingte Wunderkräfte auf das Herrchen, und der schmächtige Eddy kann plötzlich Eisenstangen verbiegen und einer ganzen Ansammlung von muskelbepackten Catchern zeigen, was eine Harke ist. Während sich am Ende die Dinge allmählich ordnen, sorgt der Hobbychemiker Mike noch einmal für eine allerletzte Explosion, die es aber diesmal in sich hat …

## Produktionsnotizen
Hurra, bei uns geht’s rund, als Video auch unter dem Titel Der Held des Tages geführt, wurde am 20. August 1971 uraufgeführt.
Müller-Westernhagen singt das Lied Wer nachts allein ist.
Hermann Beecken entwarf die Kostüme, Manfred Oelschlegel sorgte für den Ton.

## Kritik
Im Lexikon des Internationalen Films heißt es: „Auf die Verulkung von Zeiterscheinungen ausgerichtet, erreicht der turbulente, aber selten spritzige Film nicht mehr als bescheidenes Klamauk-Niveau.“